# Villa Münz

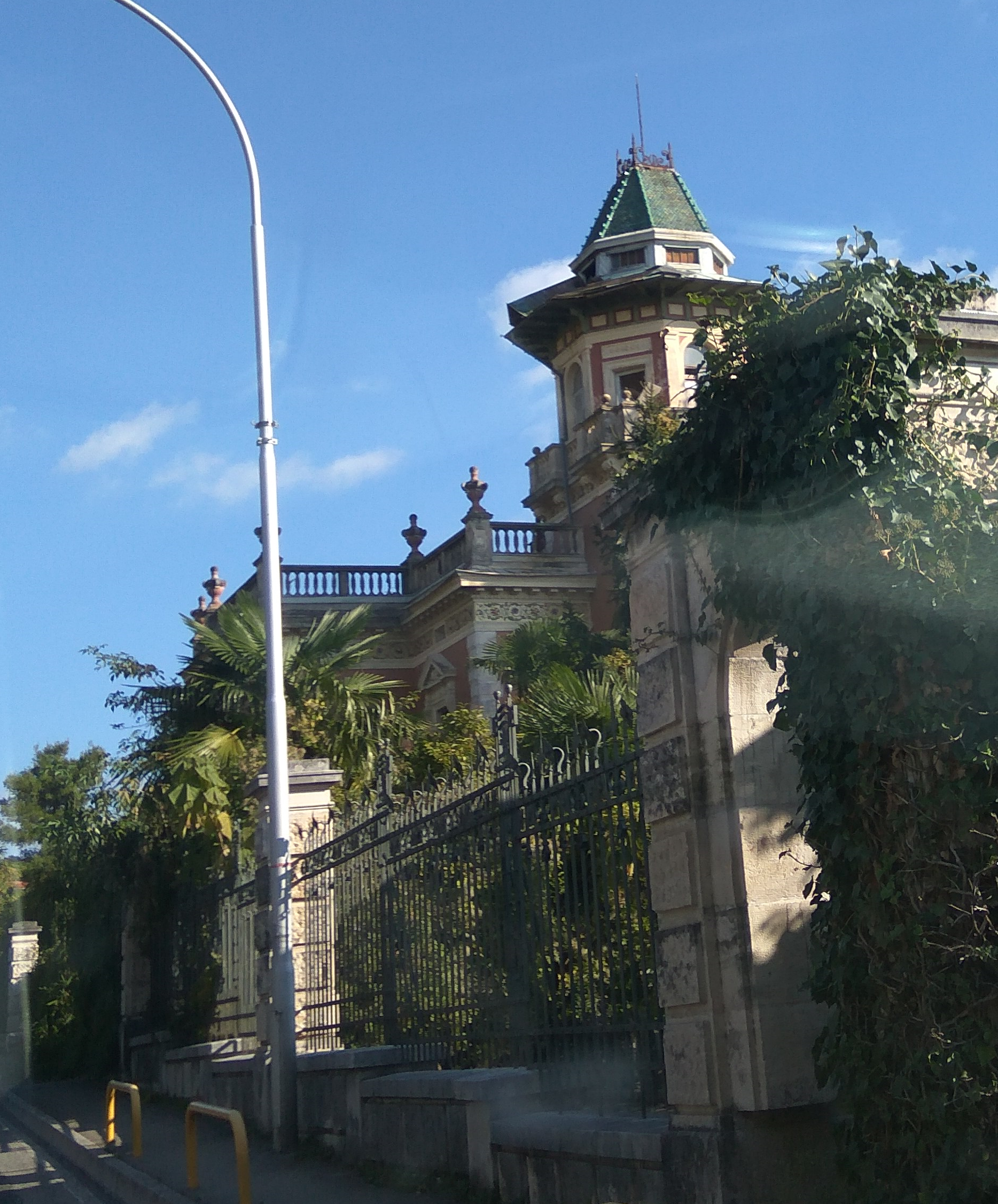
Villa mit Turm von Süden aus gesehen

Die Villa Münz (auch Villa Emma, wie auf der Fassade angeschrieben) in Ičići ist eine der prachtvollsten Villen der ehemaligen Österreichischen Riviera nahe Abbazia (heute Opatija in Kroatien). Sie befindet sich allerdings derzeit in einem äußerst vernachlässigten Zustand. Der Wohnbereich von 1.200 Quadratmetern umfasst 10 Zimmer und das Grundstück hat eine Größe von 5.000 Quadratmetern.

## Geschichte
Das wahrzeichenhafte Gebäude oberhalb der heutigen Marina von Ičići und der Kaiser Franz Joseph-Promenade wurde 1903 für Jakob Ludwig Münz, einem österreichischen Bauunternehmer und Steinbruchbesitzer, errichtet. Wesentliche Beiträge zur Ausgestaltung stammten von dessen Frau Emma, einer gebürtigen Slowenin, die auch Eigentümerin und Namensgeberin der Villa war. Münz (1853–1930) war Baumeister des Grand Hotels in Pula und Initiator des Straßenbaus von Rijeka nach Pula. Er war als Partner von Alfred von Wrede tätig und wurde mit ihm Konzessionär der elektrischen Straßenbahn Abbazia, die in den Jahren von 1908 bis 1933 Matulji mit Opatija und Lovran verband.
Die Villa überstand unbeschädigt den Zweiten Weltkrieg, wurde 1948 nationalisiert und diente zunächst als Erholungsheim der Gewerkschaft, später als Lungensanatorium für Kinder. Als Reparationszahlungen für dieses herrliche Bauwerk wurden den Eigentümern zwölf Güterwaggons Orangen gezahlt. Nach dem Jugoslawienkrieg wurde das Gebäude als Flüchtlingsquartier eingesetzt und erlebte einen starken Niedergang.
Es wurde schließlich 1999 von der Stadt Opatija an das kroatisch-amerikanische Ehepaar Hopper um kolportierte 3 Millionen DM verkauft. Infolge bürokratischer Hindernisse für die Instandsetzung und der Scheidung des Besitzerpaares ist das Gebäude stark verkommen. Es wurde angeblich 2016 von Frau Hopper um etwa elf Millionen Euro verkauft. Allerdings gab es um dieses Gebäude auch einen Rechtsstreit um die Eigentumsverhältnisse zwischen Gemeinde und Staat, bei dem eine Rückabwicklung des ursprünglichen Verkaufes durch Opatija im Raum steht.